# Quista
Quista is een geslacht van vlinders van de familie tandvlinders (Notodontidae), uit de onderfamilie Notodontinae.

## Soorten
- Q. albicostata (Hampson, 1910)
- Q. arenacea Kiriakoff, 1968
- Q. cinereomixta Kiriakoff, 1959
- Q. citrina Kiriakoff, 1979
- Q. conformis Kiriakoff, 1968
- Q. niveiplaga (Hampson, 1910)
- Q. subcarnea Kiriakoff, 1968